# Saint-André-de-Roquelongue
Pour les articles homonymes, voir Saint-André.
Saint-André-de-Roquelongue  est une commune française, située dans l'est du département de l'Aude en région Occitanie.
Sur le plan historique et culturel, la commune fait partie du massif des Corbières, un chaos calcaire formant la transition entre le Massif central et les Pyrénées. Exposée à un climat méditerranéen, elle est drainée par l'Aussou, le ruisseau de la Caminade, le ruisseau de Saint-Estève et par divers autres petits cours d'eau. Incluse dans le parc naturel régional de la Narbonnaise en Méditerranée, la commune possède un patrimoine naturel remarquable : un site Natura 2000 (les « Corbières orientales ») et deux zones naturelles d'intérêt écologique, faunistique et floristique.
Saint-André-de-Roquelongue est une commune rurale qui compte 1 400 habitants en 2022, après avoir connu une forte hausse de la population depuis 1975. Elle fait partie de l'aire d'attraction de Narbonne. Ses habitants sont appelés les Saint-Andrélongois ou  Saint-Andrélongoises.

## Géographie
Commune de l'aire urbaine de Narbonne située dans les Corbières.

### Communes limitrophes
Saint-André-de-Roquelongue est limitrophe de neuf autres communes.
| Boutenac                           | Bizanet                    | Narbonne             |
| Montséret                          | Saint-André-de-Roquelongue | Peyriac-de-Mer       |
| Thézan-des-Corbières, Fontjoncouse | Villesèque-des-Corbières   | Portel-des-Corbières |

### Géologie et relief
La superficie de la commune est de 3 081 hectares ; son altitude varie de 48  à   291 mètres.

### Voies de communication et transports
Accès avec l'ancienne route nationale 613.

### Hydrographie
La commune est dans la région hydrographique « Côtiers méditerranéens », au sein du bassin hydrographique Rhône-Méditerranée-Corse. Elle est drainée par l'Aussou, le ruisseau de la Caminade, le ruisseau de Saint-Estève, le ruisseau d'Alvern, le ruisseau de Font-Sainte, le ruisseau de la Grave, le ruisseau de la Lauzade, le ruisseau de la Piale, le ruisseau de la Pinède, le ruisseau de l'Oustesse, le ruisseau de Pradines, le ruisseau de Saint-Romé, le ruisseau des Aragnés, le ruisseau des Clauses,, qui constituent un réseau hydrographique de 40 km de longueur totale,.
L'Aussou, d'une longueur totale de 17,4 km, prend sa source dans la commune de Thézan-des-Corbières et s'écoule vers le nord. Il traverse la commune et se jette dans l'Orbieu à Ornaisons, après avoir traversé 6 communes.
Le ruisseau de la Caminade, d'une longueur totale de 10,5 km, est entièrement situé sur la commune. Il prend sa source au niveau du bois du Vicomte à 239 m d'altitude. Il s'écoule au sud, contourne le bois de la Vernède, où se situe l'ancienne chapelle romane de Saint-Martin-de-la-Vernède pour se jeter dans l'Aussou aux abords nord du bourg.

### Climat
Pour des articles plus généraux, voir Climat de l'Occitanie et Climat de l'Aude.
En 2010, le climat de la commune est de type climat méditerranéen franc, selon une étude s'appuyant sur une série de données couvrant la période 1971-2000. En 2020, Météo-France publie une typologie des climats de la France métropolitaine dans laquelle la commune est exposée à un climat méditerranéen et est dans la région climatique Provence, Languedoc-Roussillon, caractérisée par une pluviométrie faible en été, un très bon ensoleillement (2 600 h/an), un été chaud (21,5 °C), un air très sec en été, sec en toutes saisons, des vents forts (fréquence de 40 à 50 % de vents > 5 m/s) et peu de brouillards.
Pour la période 1971-2000, la température annuelle moyenne est de 14,9 °C, avec une amplitude thermique annuelle de 15,8 °C. Le cumul annuel moyen de précipitations est de 633 mm, avec 6,4 jours de précipitations en janvier et 2,7 jours en juillet. Pour la période 1991-2020, la température moyenne annuelle observée sur la station météorologique la plus proche, située sur la commune de Portel-des-Corbières à 10 km à vol d'oiseau, est de 15,4 °C et le cumul annuel moyen de précipitations est de 660,0 mm,. Pour l'avenir, les paramètres climatiques de la commune estimés pour 2050 selon différents scénarios d'émission de gaz à effet de serre sont consultables sur un site dédié publié par Météo-France en novembre 2022.

### Milieux naturels et biodiversité

#### Espaces protégés
La protection réglementaire est le mode d’intervention le plus fort pour préserver des espaces naturels remarquables et leur biodiversité associée,.
La commune fait partie du parc naturel régional de la Narbonnaise en Méditerranée, créé en 2003 et d'une superficie de 68 350 ha, qui s'étend sur 21 communes du département. Composé de la majeure partie des milieux lagunaires du littoral audois et de ses massifs environnants, ce territoire représente en France l’un des rares et derniers grands sites naturels préservés, de cette ampleur et de cette diversité en bordure de Méditerranée (Golfe du Lion).

#### Réseau Natura 2000

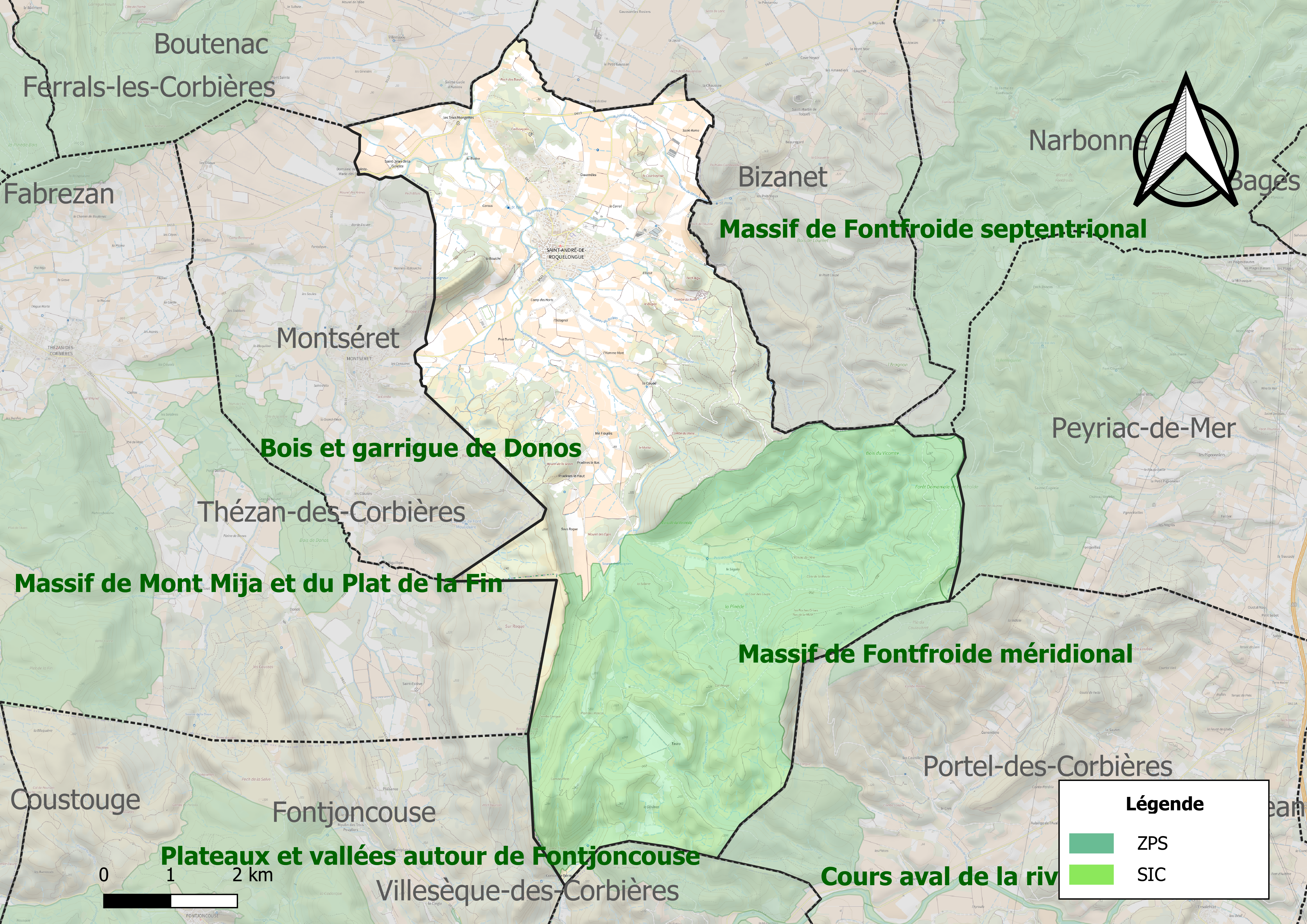
Sites Natura 2000 sur le territoire communal.

Le réseau Natura 2000 est un réseau écologique européen de sites naturels d'intérêt écologique élaboré à partir des directives habitats et oiseaux, constitué de zones spéciales de conservation (ZSC) et de zones de protection spéciale (ZPS).
Un site Natura 2000 a été défini sur la commune au titre  de la directive oiseaux : les « Corbières orientales », d'une superficie de 25 371 ha, correspondant à la partie la plus orientale du massif des Corbières audoises. Ce site inclut, dans sa partie la plus orientale, le couloir de migration majeur du littoral languedocien, d'où la présence régulière d'espèces en étape migratoire.

#### Zones naturelles d'intérêt écologique, faunistique et floristique
L’inventaire des zones naturelles d'intérêt écologique, faunistique et floristique (ZNIEFF) a pour objectif de réaliser une couverture des zones les plus intéressantes sur le plan écologique, essentiellement dans la perspective d’améliorer la connaissance du patrimoine naturel national et de fournir aux différents décideurs un outil d’aide à la prise en compte de l’environnement dans l’aménagement du territoire.
Une ZNIEFF de type 1 est recensée sur la commune :
le « massif de Fontfroide méridional » (1 679 ha), couvrant 4 communes du département et une ZNIEFF de type 2, : 
le « massif de Fontfroide » (7 712 ha), couvrant 10 communes du département.

Carte des ZNIEFF de type 1 et 2 à Saint-André-de-Roquelongue.
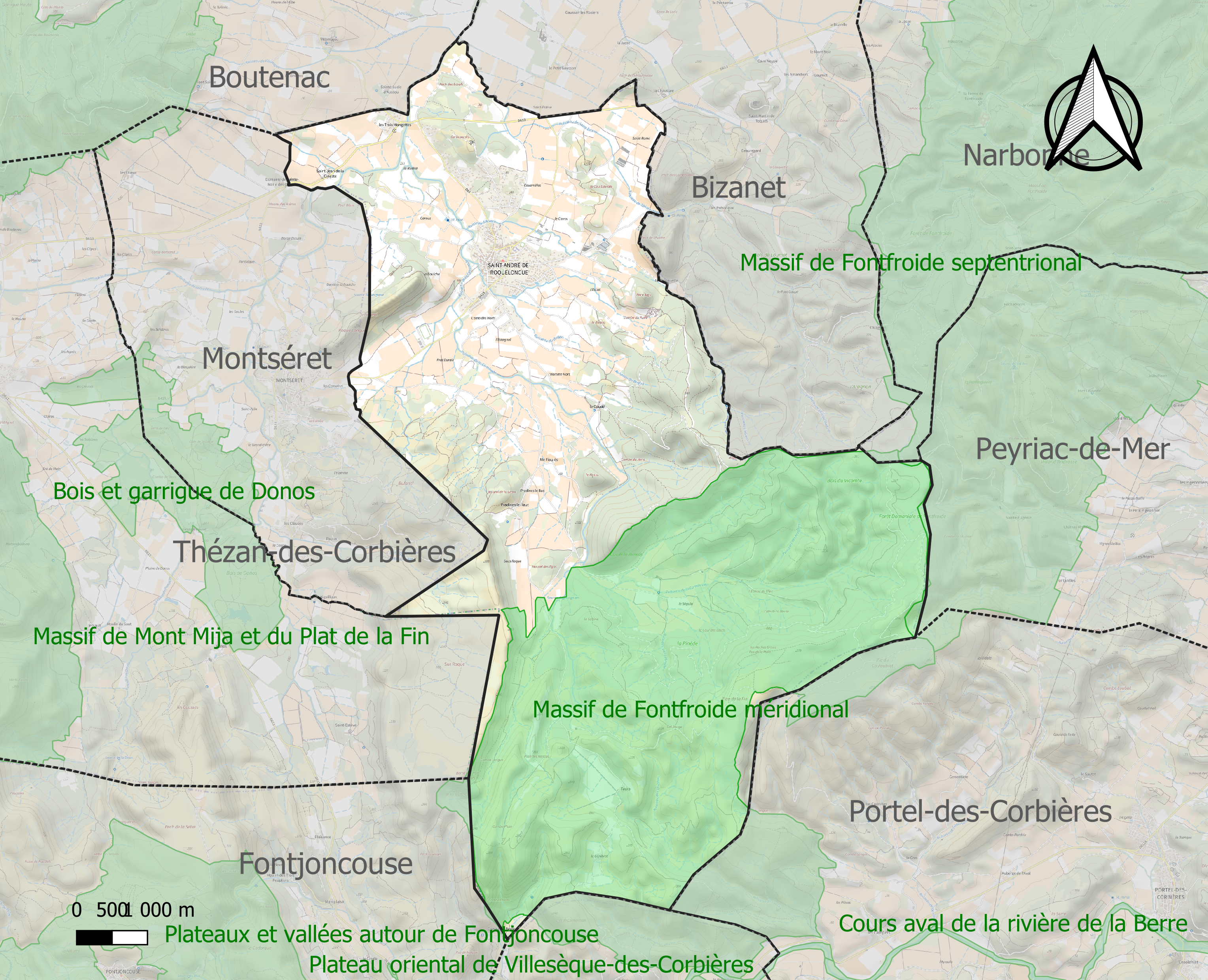
Carte de la ZNIEFF de type 1 sur la commune.
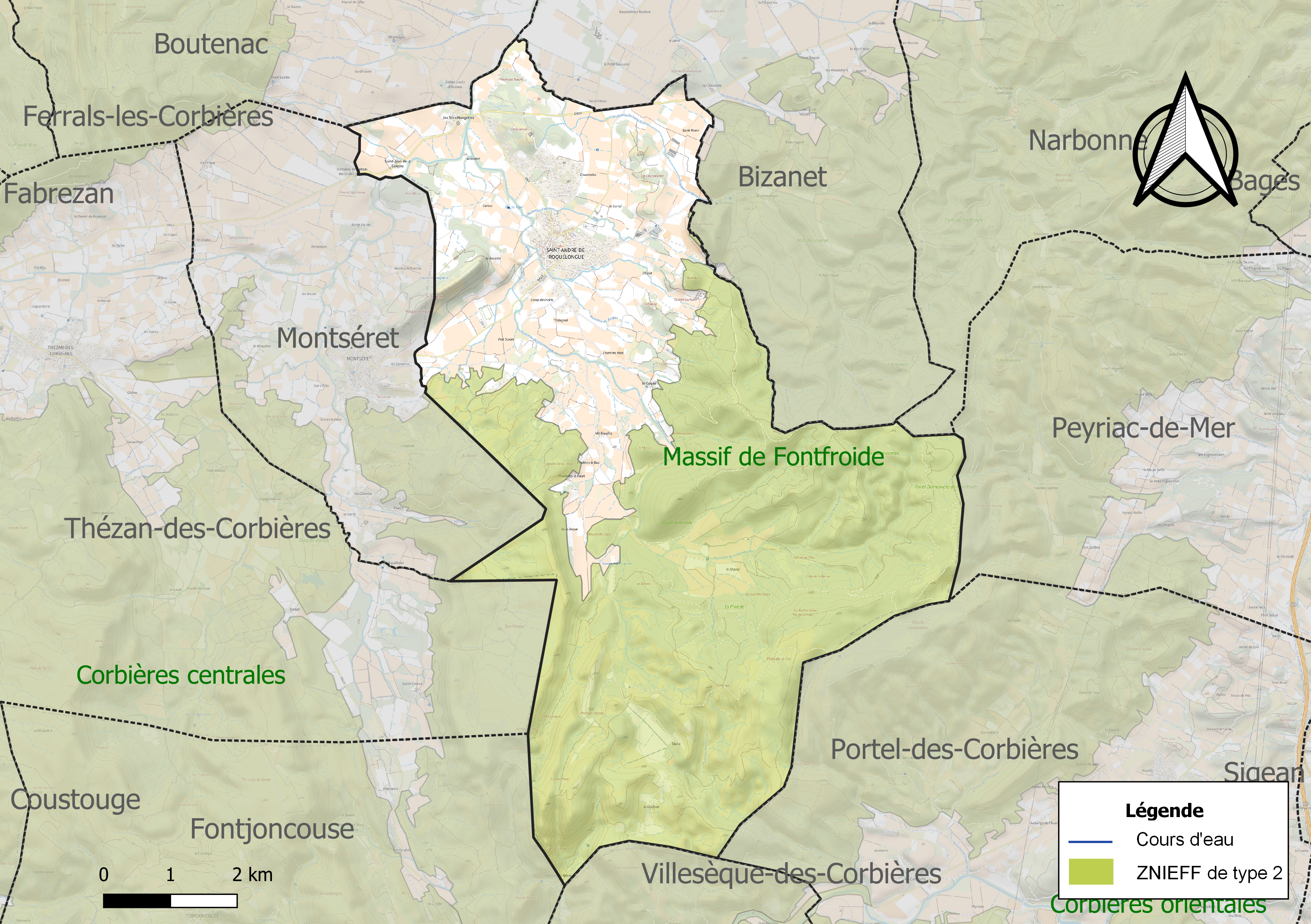
Carte de la ZNIEFF de type 2 sur la commune.

## Urbanisme

### Typologie
Au 1er janvier 2024, Saint-André-de-Roquelongue est catégorisée bourg rural, selon la nouvelle grille communale de densité à 7 niveaux définie par l'Insee en 2022.
Elle est située hors unité urbaine. Par ailleurs la commune fait partie de l'aire d'attraction de Narbonne, dont elle est une commune de la couronne,. Cette aire, qui regroupe 71 communes, est catégorisée dans les aires de 50 000 à moins de 200 000 habitants,.

### Occupation des sols
L'occupation des sols de la commune, telle qu'elle ressort de la base de données européenne d’occupation biophysique des sols Corine Land Cover (CLC), est marquée par l'importance des forêts et milieux semi-naturels (59,2 % en 2018), en augmentation par rapport à 1990 (57 %). La répartition détaillée en 2018 est la suivante : 
forêts (35,3 %), cultures permanentes (34,3 %), milieux à végétation arbustive et/ou herbacée (23,9 %), zones agricoles hétérogènes (4,2 %), zones urbanisées (2,2 %). L'évolution de l’occupation des sols de la commune et de ses infrastructures peut être observée sur les différentes représentations cartographiques du territoire : la carte de Cassini (XVIIIe siècle), la carte d'état-major (1820-1866) et les cartes ou photos aériennes de l'IGN pour la période actuelle (1950 à aujourd'hui).

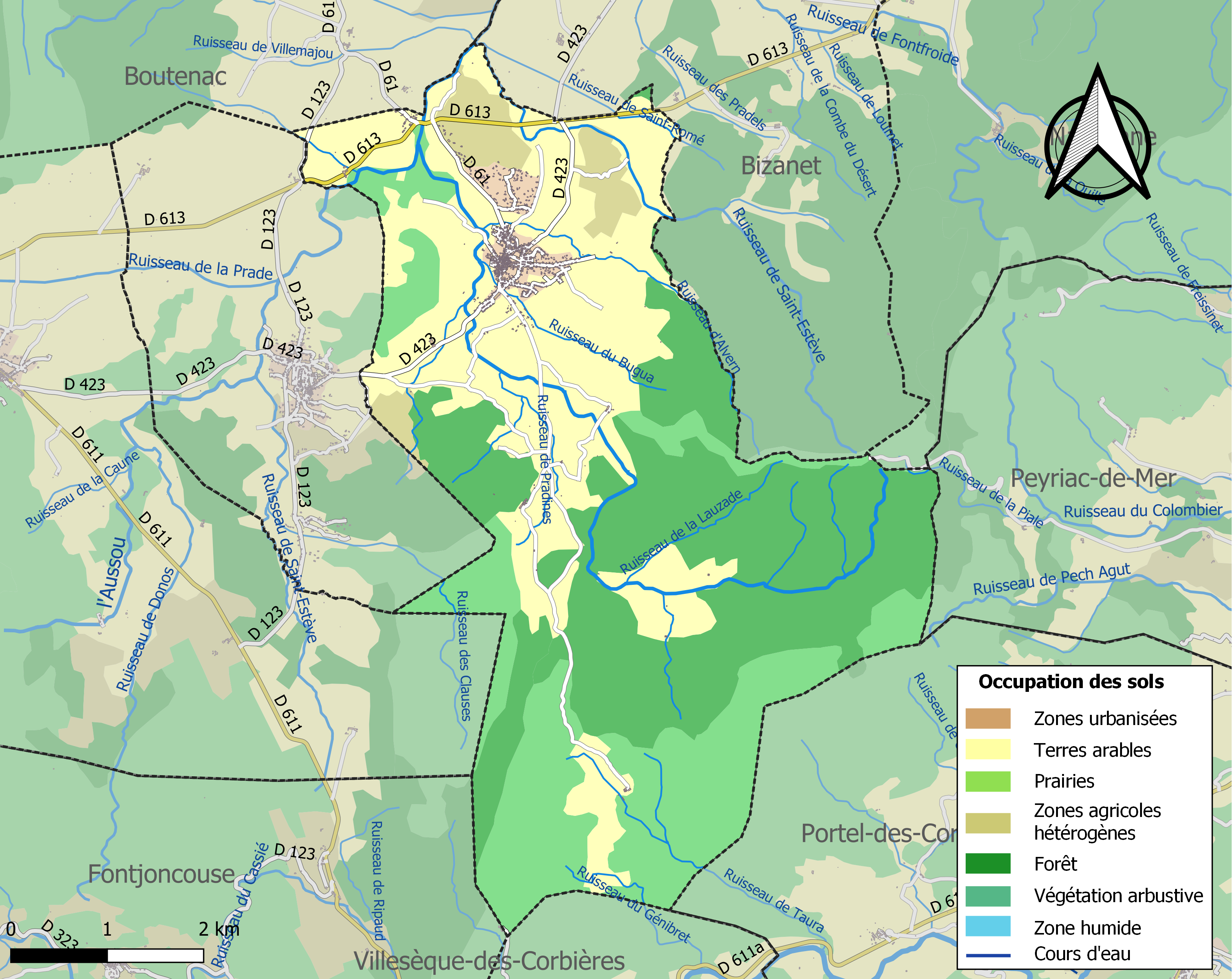
Carte des infrastructures et de l'occupation des sols de la commune en 2018 (CLC).

### Risques majeurs
Le territoire de la commune de Saint-André-de-Roquelongue est vulnérable à différents aléas naturels : météorologiques (tempête, orage, neige, grand froid, canicule ou sécheresse), inondations, feux de forêts et séisme (sismicité faible). Un site publié par le BRGM permet d'évaluer simplement et rapidement les risques d'un bien localisé soit par son adresse soit par le numéro de sa parcelle.
Certaines parties du territoire communal sont susceptibles d’être affectées par le risque d’inondation par débordement de cours d'eau, notamment le ruisseau de Glandes. La commune a été reconnue en état de catastrophe naturelle au titre des dommages causés par les inondations et coulées de boue survenues en 1982, 1986, 1987, 1992, 1996, 1999, 2009, 2012, 2014 et 2017,.

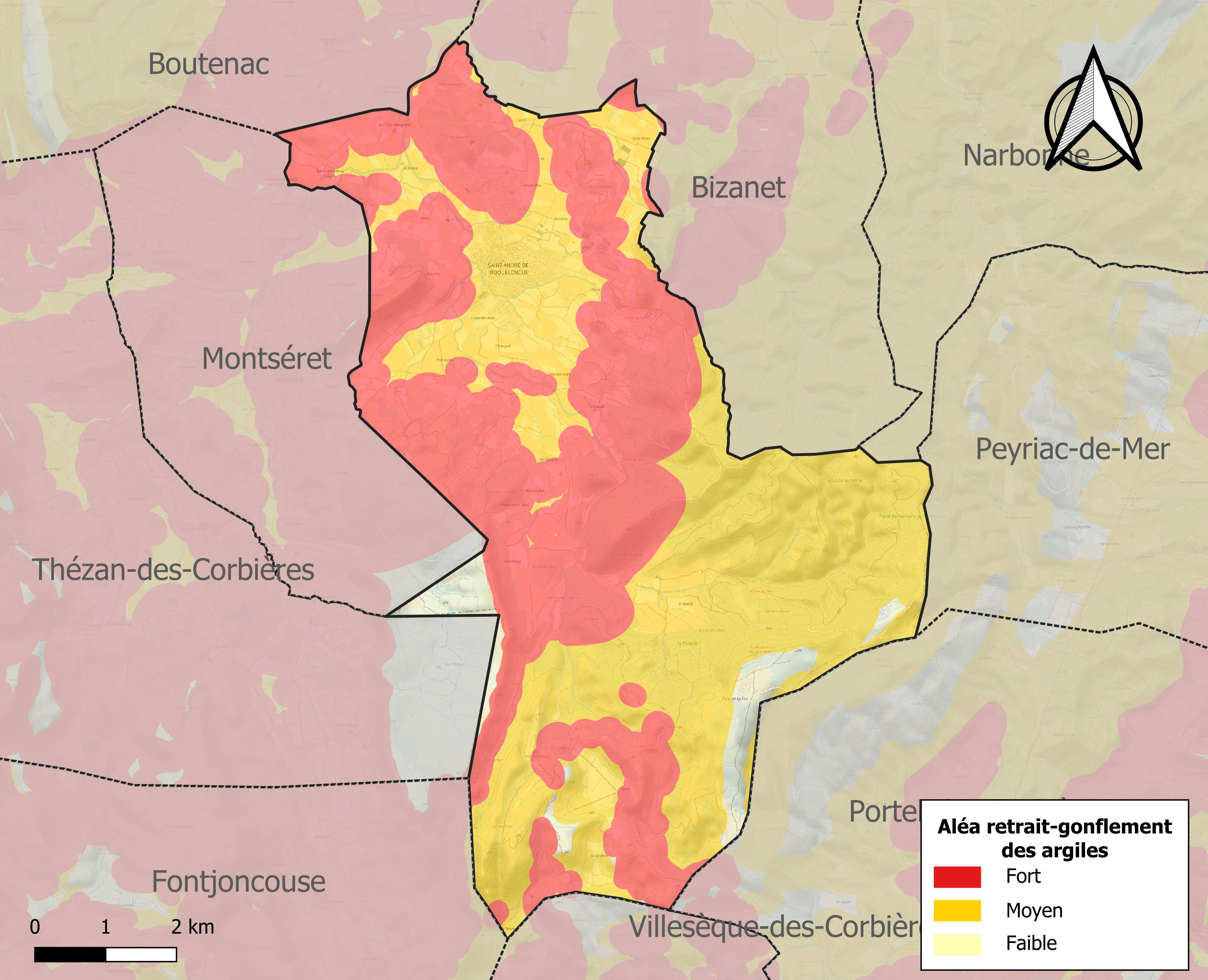
Carte des zones d'aléa retrait-gonflement des sols argileux de Saint-André-de-Roquelongue.

Le retrait-gonflement des sols argileux est susceptible d'engendrer des dommages importants aux bâtiments en cas d’alternance de périodes de sécheresse et de pluie. 95,6 % de la superficie communale est en aléa moyen ou fort (75,2 % au niveau départemental et 48,5 % au niveau national). Sur les 760 bâtiments dénombrés sur la commune en 2019, 760 sont en aléa moyen ou fort, soit 100 %, à comparer aux 94 % au niveau départemental et 54 % au niveau national. Une cartographie de l'exposition du territoire national au retrait gonflement des sols argileux est disponible sur le site du BRGM,.

## Politique et administration

### Administration municipale
Le nombre d'habitants au recensement de 2011 étant compris entre 500 et 1 499 habitants, le nombre de membres du conseil municipal pour l'élection de 2014 est de quinze,.

### Liste des maires
| Période                                  | Période  | Identité          | Étiquette | Qualité |
| ---------------------------------------- | -------- | ----------------- | --------- | ------- |
| mars 1977                                | 2014     | Roger Dupuy       | PS        |         |
| mars 2014                                | En cours | Jean-Michel Folch | PS        |         |
| Les données manquantes sont à compléter. |          |                   |           |         |

## Population et société

### Démographie
L'évolution du nombre d'habitants est connue à travers les recensements de la population effectués dans la commune depuis 1793. Pour les communes de moins de 10 000 habitants, une enquête de recensement portant sur toute la population est réalisée tous les cinq ans, les populations de référence des années intermédiaires étant quant à elles estimées par interpolation ou extrapolation. Pour la commune, le premier recensement exhaustif entrant dans le cadre du nouveau dispositif a été réalisé en 2004.

En 2022, la commune comptait 1 400 habitants, en évolution de −0,36 % par rapport à 2016 (Aude : +2,65 %, France hors Mayotte : +2,11 %).
| 1793 | 1800 | 1806 | 1821 | 1831 | 1836 | 1841 | 1846 | 1851 |
| ---- | ---- | ---- | ---- | ---- | ---- | ---- | ---- | ---- |
| 200  | 320  | 368  | 363  | 368  | 403  | 405  | 397  | 448  |

| 1856 | 1861 | 1866 | 1872 | 1876 | 1881 | 1886  | 1891  | 1896  |
| ---- | ---- | ---- | ---- | ---- | ---- | ----- | ----- | ----- |
| 425  | 417  | 493  | 523  | 624  | 958  | 1 111 | 1 228 | 1 190 |

| 1901  | 1906  | 1911  | 1921  | 1926  | 1931  | 1936  | 1946 | 1954 |
| ----- | ----- | ----- | ----- | ----- | ----- | ----- | ---- | ---- |
| 1 194 | 1 123 | 1 023 | 1 125 | 1 103 | 1 125 | 1 092 | 903  | 903  |

| 1962 | 1968 | 1975 | 1982 | 1990 | 1999 | 2004 | 2006  | 2009  |
| ---- | ---- | ---- | ---- | ---- | ---- | ---- | ----- | ----- |
| 866  | 813  | 756  | 680  | 755  | 828  | 959  | 1 003 | 1 092 |

| 2014  | 2019  | 2022  | - | - | - | - | - | - |
| ----- | ----- | ----- | - | - | - | - | - | - |
| 1 354 | 1 369 | 1 400 | - | - | - | - | - | - |

| selon la population municipale des années : | 1968 | 1975 | 1982 | 1990 | 1999 | 2006 | 2009 | 2013 |
| Rang de la commune dans le département      | 55   | 70   | 87   | 76   | 74   | 65   | 61   | 47   |
| Nombre de communes du département           | 439  | 436  | 435  | 437  | 438  | 438  | 438  | 438  |

## Économie

### Revenus
En 2018  (données Insee publiées en septembre 2021), la commune compte 582 ménages fiscaux, regroupant 1 375 personnes. La médiane du revenu disponible par unité de consommation est de 19 800 € (19 240 € dans le département).

### Emploi
| Division       | 2008   | 2013   | 2018   |
| -------------- | ------ | ------ | ------ |
| Commune        | 6,6 %  | 14,5 % | 11,1 % |
| Département    | 10,2 % | 12,8 % | 12,6 % |
| France entière | 8,3 %  | 10 %   | 10 %   |

En 2018, la population âgée de 15 à 64 ans s'élève à 781 personnes, parmi lesquelles on compte 77 % d'actifs (65,9 % ayant un emploi et 11,1 % de chômeurs) et 23 % d'inactifs,. En  2018, le taux de chômage communal (au sens du recensement) des 15-64 ans est inférieur à celui du département, mais supérieur à celui de la France, alors qu'en 2008 il était inférieur à celui de la France.
La commune fait partie de la couronne de l'aire d'attraction de Narbonne, du fait qu'au moins 15 % des actifs travaillent dans le pôle,. Elle compte 163 emplois en 2018, contre 163 en 2013 et 140 en 2008. Le nombre d'actifs ayant un emploi résidant dans la commune est de 526, soit un indicateur de concentration d'emploi de 30,9 % et un taux d'activité parmi les 15 ans ou plus de 54,9 %.
Sur ces 526 actifs de 15 ans ou plus ayant un emploi, 110 travaillent dans la commune, soit 21 % des habitants. Pour se rendre au travail, 90,2 % des habitants utilisent un véhicule personnel ou de fonction à quatre roues, 1,5 % les transports en commun, 3,5 % s'y rendent en deux-roues, à vélo ou à pied et 4,8 % n'ont pas besoin de transport (travail au domicile).

### Activités hors agriculture

#### Secteurs d'activités
92 établissements sont implantés  à Saint-André-de-Roquelongue au 31 décembre 2019. Le tableau ci-dessous en détaille le nombre par secteur d'activité et compare les ratios avec ceux du département,.
| Secteur d'activité                                                                                        | Commune | Commune | Département |
| Secteur d'activité                                                                                        | Nombre  | %       | %           |
| --- | ------- | ------- | ----------- |
| Ensemble                                                                                                  | 92      |         |             |
| Industrie manufacturière, industries extractives et autres                                                | 8       | 8,7 %   | (8,8 %)     |
| Construction                                                                                              | 27      | 29,3 %  | (14 %)      |
| Commerce de gros et de détail, transports, hébergement et restauration                                    | 23      | 25 %    | (32,3 %)    |
| Information et communication                                                                              | 1       | 1,1 %   | (1,6 %)     |
| Activités financières et d'assurance                                                                      | 1       | 1,1 %   | (2,7 %)     |
| Activités spécialisées, scientifiques et techniques et activités de services administratifs et de soutien | 10      | 10,9 %  | (13,3 %)    |
| Administration publique, enseignement, santé humaine et action sociale                                    | 12      | 13 %    | (13,2 %)    |
| Autres activités de services                                                                              | 10      | 10,9 %  | (8,8 %)     |

Le secteur de la construction est prépondérant sur la commune puisqu'il représente 29,3 % du nombre total d'établissements de la commune (27 sur les 92 entreprises implantées  à Saint-André-de-Roquelongue), contre 14 % au niveau départemental.

#### Entreprises
Les cinq entreprises ayant leur siège social sur le territoire communal qui génèrent le plus de chiffre d'affaires en 2020 sont : 
- Saint-Andre Construction, travaux de maçonnerie générale et gros œuvre de bâtiment (390 k€) ;
- Domaine Du Bugua Daniel Abadie, culture de la vigne (182 k€) ;
- SARL Sandhuce, commerce de détail d'habillement en magasin spécialisé (148 k€) ;
- Markus Berres SARL, travaux de menuiserie bois et PVC (130 k€) ;
- EURL Menuiserie Sanchez, travaux de menuiserie bois et PVC (72 k€).

Viticulture : Languedoc (AOC), Coteaux-de-narbonne.

### Agriculture
La commune est dans la « Région viticole » de l'Aude, une petite région agricole occupant une grande partie centrale du département, également dénommée localement « Corbeilles Minervois et Carcasses-Limouxin ». En 2020, l'orientation technico-économique de l'agriculture  sur la commune est la viticulture.
|               | 1988  | 2000 | 2010 | 2020 |
| ------------- | ----- | ---- | ---- | ---- |
| Exploitations | 124   | 72   | 42   | 38   |
| SAU (ha)      | 1 005 | 963  | 543  | 682  |

Le nombre d'exploitations agricoles en activité et ayant leur siège dans la commune est passé de 124 lors du recensement agricole de 1988  à 72 en 2000 puis à 42 en 2010 et enfin à 38 en 2020, soit une baisse de 69 % en 32 ans. Le même mouvement est observé à l'échelle du département qui a perdu pendant cette période 60 % de ses exploitations,. La surface agricole utilisée sur la commune a également diminué, passant de 1 005 ha en 1988 à 682 ha en 2020. Parallèlement la surface agricole utilisée moyenne par exploitation a augmenté, passant de 8 à 18 ha.

### Enseignement
Saint-André-de-Roquelongue fait partie de l'académie de Montpellier.

### Activités sportives
Randonnée pédestre, chasse,

#### Rugby à XV
- Football Club de Saint-André créé en 1913 devenu Rugby Club Saint Andréen en 1920, Étoile de Saint-André en 1974, Étoile de Saint-André Durban en 1994, Union des Corbières Cathares en 1996 après l'entente avec Montséret et Bizanet puis Étoile Sportive de Saint-André Bizanet en 2001[48].
  - Vice-champion de France de 1re série en 2006
  - Champion du Languedoc de 1re série en 2006
  - Champion du Languedoc de 1re série en 1998
  - Vice-champion de France de 2e série en 1997
  - Champion de France de 3e série en 1996
  - Vice-champion de France de 4e série en 1995
  - Vice-champion de France de 4e série en 1989
  - Champion du Languedoc de 4e série en 1989
  - Champion de France Honneur en 1982
  - Vice-champion de France de 1re série en 1980
  - Vice-champion de France de 2e série en 1979

### Écologie et recyclage
Forêt de Fontfroide

## Culture locale et patrimoine

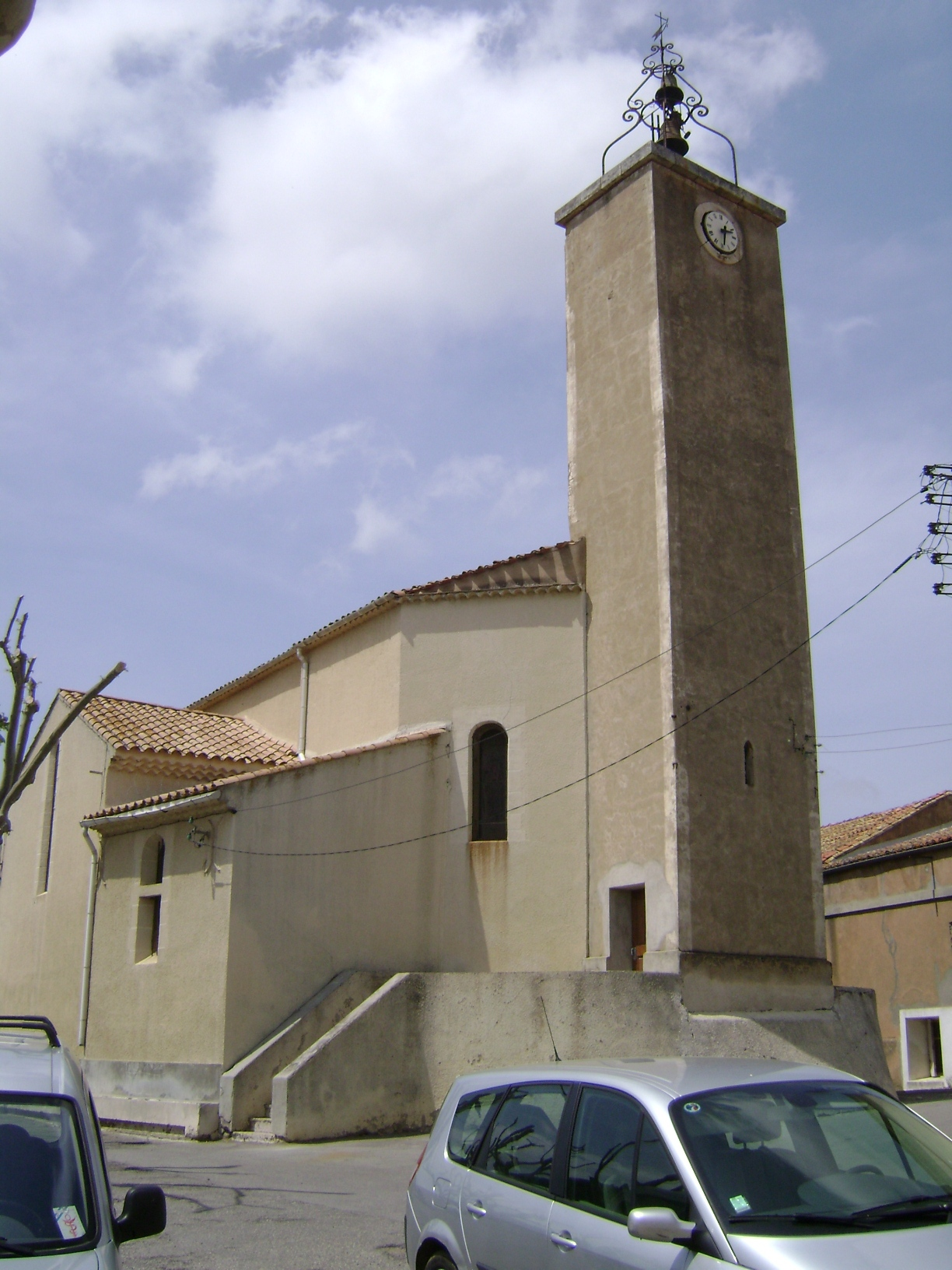
L'église du XII de Saint-André-de-Roquelongue.

### Lieux et monuments
- Église Saint-André de Saint-André-de-Roquelongue (XIIe siècle).
- Chapelle Saint-Martin de la Vernède : cette chapelle en ruine, située sur la colline de la Vernède, à 225 m d'altitude, est un édifice de style romano-lombard, qui remonte peut-être à l'époque wisigothique (VIIIe siècle). Elle est devenue ermitage, prenant le nom de Saint-Jacques, au XVIIe siècle.
- Massif de Fontfroide.
- Le site de Roquelongue est inscrit au titre des sites naturels depuis 1942[49].

### Personnalité liée à la commune
- Paul Albarel (1873-1929), félibre écrivain et poète occitan
- Léopold Servole (1906-1990), capitaine de l'équipe de France de rugby à XV et également joueur de rugby à XIII
- Grégory Fichten (né en 1990), joueur français de rugby à XV

### Héraldique
Lorsque, par un édit de 1696, Louis XIV veut remédier aux abus héraldiques, ses conseillers n'oublient pas de faire créer de nouveaux offices et d'imposer l'enregistrement des armoiries. Il est probable que la communauté de Saint-André ne pouvait financer un tel projet dont elle ne voyait pas l'utilité puisqu'elle n'hébergeait pas un seigneur particulier et qu'elle partageait les affaires communales avec celle de Montséret.
Voici quelques années, un spécialiste en héraldique a imaginé un blason pour la commune en utilisant les armes de Fontfroide.
| Blason de Saint-André-de-Roquelongue | Blason  | D’argent au sautoir ancré de gueules, à l’écusson d’or chargé d’une croix cléchée et pommetée de douze pièces aussi de gueules, brochant sur le tout. |
| Blason de Saint-André-de-Roquelongue | Détails | Le statut officiel du blason reste à déterminer. |

## Pour approfondir